# Projektiv identifikation
Projektiv identifikation är inom psykoanalysen en primitiv psykologisk försvarsmekanism och en process mellan två individer där en person, genom projektion, upplever oacceptabelt intrapsykiskt material som innevarande hos någon annan och kommande utifrån. Omedvetet uppför sig också personen på ett sådant sätt gentemot en annan person att den ohanterliga känslan framkallas hos den andra. Ett exempel på projektiv identifikation i begreppets vidare bemärkelse är en form av narcissism eller psykisk misshandel där personen kan fokusera på bristerna i någon annan och kan då flytta fokus från sig själv. Ett vardagsexempel är då en person, som inte vill tänka på sig själv som självisk, anklagar någon annan för att vara självisk och uppträder på ett sätt som får denne att tro på anklagelserna. Ett annat är då en person som inte kan hantera att andra är annorlunda verkar för att få någon annan att ändra utseende, sätt att tänka eller vara (och bli mer lik personen själv). "Hotet" som den andra personen utgör mildras då genom den projektiva identifikationen och den andra blir fråntagen delar av sin identitet.

## I spädbarnsutveckling
I psykodynamisk utvecklingspsykologi och då i synnerhet enligt objektrelationsteorin, anses projektiv identifikation användas av spädbarn som ett sätt att hantera överväldigande känslor. Barnet använder föräldern som "behållare" för dessa känslor och genom att "hålla" känslorna kan föräldern hjälpa barnet att hantera dem och de olika delarna av självet. På sikt ger detta barnet en nyanserad och integrerad bild av sig själv och samtidigt ett eget sammanhållet jag.

## Hos vuxna
När vuxna använder sig av projektiv identifikation är det ofta ett undantag till följd av regression, chock eller andra tillstånd då jagfunktionerna tillfälligt försvagas. I annat fall anses det vara till följd av emotionellt instabilt personlighetssyndrom (EIPS/borderline) eller narcissistiskt personlighetssyndrom.

## I behandling
I en terapeutisk situation innebär det att patienten inducerar det känslomässiga tillstånd som han eller hon inte klarar av att vara i kontakt med i terapeuten. Om terapeuten kan härbärgera och hantera känslorna på ett positivt sätt blir det en värdefull del av terapin. Den hjälpsökande får se att det faktiskt går att hantera de känslor som till en början verkade hotfulla. Terapeuten kan också använda sig av patientens projektiva identifikation för att få en uppfattning om hur patienten verkligen känner sig. I värsta fall klarar terapeuten inte själv av att hantera känslorna och utför eventuellt en projektiv identifikation riktad tillbaka mot den hjälpsökande, vars negativa känslor då förstärks, samtidigt som terapeutens oförmåga att hantera känslorna blir ett nytt orosmoment.